# Bactrocera hsui
Bactrocera hsui
 es una especie de díptero que Tseng, Chen y Chu describieron por primera vez en 1992. Bactrocera hsui pertenece al género Bactrocera de la familia Tephritidae. Esta especie como plaga agrícola ha sido atacada por los agricultores en Taiwán.